# Pakistan-International-Airlines-Flug 688
Pakistan-International-Airlines-Flug 688 war ein nationaler Linienflug der Pakistan International Airlines von Multan nach Lahore, bei dem am 10. Juli 2006 eine Fokker F-27 Friendship 200 kurz nach dem Start abstürzte. Unter den 41 Passagieren und vier Besatzungsmitgliedern gab es keine Überlebenden.

## Flugzeug
Die Fokker F-27 trug die Seriennummer 10243 und absolvierte ihren Erstflug am 24. Januar 1964. Sie flog zunächst neun Jahre für All Nippon Airways, im Anschluss sechs Jahre für TAT European Airlines. Seit Januar 1979 war sie für Pakistan International Airlines im Einsatz.

## Flugverlauf
Während des Startvorgangs bei einer Geschwindigkeit von 60 bis 70 Knoten wurde die Fehlfunktion einer Pumpe festgestellt. Kurz darauf begann das Flugzeug nach rechts abzudrehen. Der Kapitän korrigierte dies manuell. Bei einer Geschwindigkeit von ungefähr 90 Knoten fragte der Kapitän den Kopiloten, ob die Drehzahl des rechten Triebwerkes geringer sei. Dieser bestätigte die Frage. Nach fünf weiteren Sekunden wurde die V1-Geschwindigkeit erreicht. Ein Startabbruch war somit nicht mehr möglich. Vierundvierzig Sekunden nach Beginn des Startvorgangs fiel das rechte Triebwerk aus und lief auf Null Leistung herunter. Die Cockpitbesatzung fuhr das Fahrwerk nicht ein und versuchte, das Triebwerk auf einer Höhe unterhalb von 400 Fuß abzustellen. Dies widersprach den Notfallverfahren. Währenddessen drehte das Flugzeug nach rechts ab. Das Flugzeug begann an Geschwindigkeit zu verlieren und stieg nicht über eine Höhe von 160 Fuß über Grund. Ungefähr 40 Sekunden nach dem Abheben kam es zum Strömungsabriss und das Flugzeug stürzte ab.
30° 14′ 2″ N, 71° 25′ 59″ O

## Untersuchung
Die Untersuchung ergab, dass sich im rechten Triebwerk ein technisches Problem entwickelt hatte, welches zu dessen Ausfall führte. Triebwerksausfälle kämen in der Luftfahrt nun einmal vor. Ein Absturz hätte durch einen professionellen Umgang der Besatzung mit dem Ausfall verhindert werden können.

## Besatzung
Der 53-jährige Kapitän Hamid Qureshi war seit Dezember 1989 für die Fluggesellschaft tätig und hatte eine Flugerfahrung von 9320 Flugstunden. Der 27-jährige Kopilot Abrar Chughtai hatte eine Flugerfahrung von 520 Flugstunden.